# Татьянчук Людмила Минівна
Татьянчук Людмила Минівна (1932—1983) — радянська українська кіноактриса, режисер.

## Життєпис
Народилась 7 січня 1932 р. в с. Білилівка Житомирської обл. в родині службовців.
Закінчила Київський державний інститут театрального мистецтва ім. І. Карпенка-Карого (1957).
З 1956 року знімалася на Київській кіностудії ім. О. Довженка.
У 1970 році закінчила Вищі дворічні курси сценаристів і режисерів (ВКРС) при Держкіно СРСР за фахом «Режисер-постановник телевізійного фільму» (художній керівник курсу Л.З. Трауберг).
З 1972 року — викладач(?) режисури Київського державного інституту культури ім. О.Є. Корнійчука (нині Київський національний університет культури і мистецтв).

## Фільмографія
Знялась у фільмах: 
- «Дівчина з маяка» (1956, Ксана)
- «Далеке і близьке» (1957, Саня)
- «Киянка» (1958, 2 с, Соня)
- «Повість наших днів» (1959, Олександра Коваль)
- «Повернення» (1960, Анна Тукар)
- «Летючий корабель» (1960, Юрза)
- «Повія» (1961, Горпина)
- «Артист із Коханівки» (1961, епізод)
- «Десь є син» (1962, епізод)
- «Капітани блакитної лагуни» (1962, епізод)
- «Важкі діти» (1963)
- «Сумка, повна сердець» (1964, Євгенія Леопольдівна, продавець)
- «Втікач з «Янтарного»» (1968)
- «Щовечора після роботи» (1973) та ін.

Режисер:
- «Політ» (1970, к/м фільм за сценарієм Бориса Саакова; оператор В. Курач, знялися актори Л. Бакштаєв, С. Кондратова, В. Панченко) та ін.